# Thiết Đông, An Sơn
Thiết Đông (chữ Hán giản thể: 铁东区, âm Hán Việt: Thiết Đông khu) là một quận của địa cấp thị An Sơn, tỉnh Liêu Ninh, Cộng hòa Nhân dân Trung Hoa. Quận Thiết Đông nằm ở đông nam của An Sơn, vì nằm ở trên tuyến đường sắt Thẩm Đại nên có tên gọi này. Thiết Đông là trung tâm chính trị, kinh tế và văn hoá của địa cấp thị Yên Sơn. Quận này có diện tích 35,58 km², dân số 456.000 người. Mã số bưu chính của Thiết Đông là 114001. Chính quyền nhân dân quận đóng ở số 20 đường Đông Dân Sinh. Về mặt hành chính, quận Thiết Đông được chia ra thành 12 nhai đạo biện sự xứ. Các đơn vị này lại được chia thành 293 uỷ ban cư dân.
- Nhai đạo biện sự xứ: Đông Trường Miếu, Trường Miếu, Hồ Nam, Thường Thanh, Giải Phóng, Sơn Nam, Viên Lâm, Thắng Lợi, Trạm Tiền, Cương Thành, Hoà Bình, Đối Lò.